# اعتلال الإبل الدماغي الإسفنجي
الاعتلال الدماغي الإسفنجي للإبل أو اعتلال الإبل الدماغي الإسفنجي (بالإنجليزية: Camel spongiform encephalopathy؛ اختصارا: CSE)، والمعروف عاميا بمرض جنون الإبل، هو مرض شبيه بمرض جنون البقر يصيب الإبل. اكتشفه باحثان جزائريان من بينهم الدكتور بعيسى بابلحاج وهو طبيب بيطري بمسلخ مدينة ورقلة بالتنسيق مع باحثين إيطاليين، تعتبر هذه الإصابة شكل جديد من أمراض البريون وأحد أنواع اعتلالات الدماغ الإسفنجية المعدية التي تؤثر لأول مرة على الثدييات غير المجترة (الإبل) ويتشارك مع جنون البقر في خصائص القدرة على الانتقال إلى أنواع الحيوانات الأخرى وإلى المستهلكين البشر.
تم نشر البحث الذي أدى إلى هذا الاكتشاف إلكترونياً في 5 أفريل 2018 في المجلة العلمية الأمراض المعدية الناشئة، التي تنشرها المؤسسة الأمريكية العامة لمكافحة الأمراض والوقاية منها، وفي النسخة الورقية في المجلد 24، العدد 6 جوان 2018

## تاريخ
كتب العرب والمسلمون تصانيف كثيرة للحيوان والبيطرة مثل كتاب الحيوان للجاحظ كتاب علم الحيوان لأبو الحسن علي بن محمد بن شقيب المدائني وكتاب الإبل والخيل وكتاب الطير واللبأ واللبن لأحمد الباهلي أبو النصر وكتاب في الخيل لعبد الله بن مسلم الدينوري المعروف بابن قتيبة وكتاب الخيل والبيطرة ليعقوب الكندي أبو يوسف، ومنهم من اشتهر بالتخصص في البيطرة مثل أحمد بن الأحنف ومن آثاره مختصر البيطرة وأبو حزام الحنبلي ومن آثاره الفروسية والبيطرة، ومنهم من اشتهر بالطب مثل ابن سينا ومن آثاره الحيوان. وقد عرف العرب منذ القدم داء جنون الإبل وسموه بهذا الاسم، يقول الدكتور محمد إبراهيم الأتاسي في كتابه من تاريخ طب النفس والأعصاب عند العرب والمسلمين (إلى أمة تهافتت على قهرها الأمم):

## اكتشاف المرض
عام 2014 بدأ الإتصال بين الدكتور سمير غوار أستاذ باحث بجامعة أبي بكر بلقايد والدكتور بعيسى بابلحاج وهو طبيب بيطري بمسلخ مدينة ورقلة وباحث بجامعة قاصدي مرباح حين أخبر هذا الأخير صديقه بأنه يشتبه في ظهور مرض جنون الإبل، بعد استخراج دماغ حيوان مريض أمكنهما رؤية الآفات بوضوح، قام غوار بالإتصال بفريق من الباحثين الإيطاليين الذين عمل معهم سابقًا وعندما أخبرهم بأنه يشتبه بوجود مرض بريون بين الجمال قبلوا المساعدة في البحث وهم ميشيل أنجيلو دي باري ولورا بيريزينو و آخرون.
جمعت عينات من الدماغ من 3 جمال (رقم 3 و4 و8) والتي تظهر أعراض عصبية ومن حيوان واحد صحي إكلينيكيًا (رقم 5)، بالإضافة إلى العقد الليمفاوية العنقية وقرب لوح كتفية والأبهرية القطنية من حيوان واحد (رقم 8). كانت جميع الحيوانات من الإناث وكانت تنتمي إلى سلالة الإبل الصحراوية وسنها 10 و11 و13 و14 على التوالي.
تم مخبرياً دراسة:
- الحيوانات وعينات الأنسجة
- تحليل لطخة ويسترن
- تحليل تسلسل الجينات PrP
- تحليل بقع الأنسجة المضمن البارافين والتحليل المناعي النسيجي الكيميائي والباثولوجيا العصبية.

## الأعراض
ظهرت الأعراض التي تشير إلى مرض البريون في 3.1 ٪ من الجمال التي تم إحضارها للذبح في مجزرة ورقلة في 2015-2016، وهي أعراض عصبية في كثير من الأحيان لدى الجمال الكبيرة البالغة في فحص قبل الذبح وتشمل:
- فقدان الوزن.
- انحراف سلوكي.

علامات عصبية مثل:
- الرعشة
- العدوانية
- فرط النشاط
- الحركات النمطية للرأس نحو الأسفل والأعلى
- مشية مترددة وغير واثقة
- ترنح الأطراف الخلفية
- السقوط العرضي (أحياناً)
- صعوبة في النهوض